# Championnats du monde de cyclisme sur route 2009
Navigation
Varèse 2008 Melbourne et Geelong 2010
Les Championnats du monde de cyclisme sur route 2009 ont eu lieu du 23 au 27 septembre 2009 à Mendrisio, en Suisse.

## Organisation
L'organisation des championnats du monde de 2009 a été attribuée à Mendrisio par le comité directeur de l'UCI en juin 2005. Mendrisio a déjà accueilli les championnats du monde en 1971. L'Associazione Mendrisio 09 est l'organisateur de l'évènement. Son comité stratégique est présidé par Marco Sangiorgio, président du Vélo Club Mendrisio.

## Parcours
Trois circuits ont été tracés pour les six épreuves composant ces championnats du monde : un pour les courses en ligne et deux pour les courses contre-la-montre.
Le circuit des courses en ligne est long de 13,8 km. Il présente un dénivelé de 245 m et deux côtes. La première se situe entre Mendrisio et Castel San Pietro, culmine à 439 m et est suivie d'une descente vers Balerna ; la seconde culmine à 376 m à Novazzano. Le nombre de tours effectués en course varie selon la catégorie : 19 tours pour les hommes élites (soit 262,2 km), 9 tours pour les femmes élites (soit 124,2 km) et 13 tours pour les hommes de moins de 23 ans (soit 179,4 km).
Le circuit des contre-la-montre masculins est long de 16,6 km. Il présente un dénivelé de 120 m. Les coureurs de la catégorie élites effectuent trois tours de circuit, soit un total de 49,8 km ; les coureurs de moins de 23 ans effectuent deux tours, soit 33,2 km.
Le circuit du contre-la-montre féminin est long de 13,4 km et présente un dénivelé de 110 m. Les participantes effectuent deux tours, soit 26,8 km.

## Programme des épreuves
| Mercredi 23 septembre 2009 - 09:30 - 12:45 : Hommes espoir, 33,2 km - 14:00 - 17:15 : Femmes, 26,8 km Jeudi 24 septembre 2009 - 11:30 - 17:00 : Hommes élite, 49,8 km | Samedi 26 septembre 2009 - 09:00 - 12:30 : Femmes, 124,2 km - 13:30 - 18:00 : Hommes espoir, 179,4 km Dimanche 27 septembre 2009 - 10:30 - 17:30 : Hommes élite, 262,2 km |

## Podiums
| Épreuves                             | Or                           | Or              | Argent                   | Argent          | Bronze                    | Bronze          |
| ------------------------------------ | ---------------------------- | --------------- | ------------------------ | --------------- | ------------------------- | --------------- |
| Épreuves masculines                  |                              |                 |                          |                 |                           |                 |
| Course en ligne résultats détaillés  | Cadel Evans Australie        | 6 h 56 min 26 s | Alexandr Kolobnev Russie | 6 h 56 min 53 s | Joaquim Rodríguez Espagne | m.t.            |
| Contre-la-montre résultats détaillés | Fabian Cancellara Suisse     | 57 min 55 s     | Gustav Larsson Suède     | 59 min 22 s     | Tony Martin Allemagne     | 1 h 00 min 25 s |
| Épreuve masculines - moins de 23 ans |                              |                 |                          |                 |                           |                 |
| Course en ligne résultats détaillés  | Romain Sicard France         | 4 h 41 min 53 s | Carlos Betancur Colombie | 4 h 42 min 22 s | Egor Silin Russie         | m.t.            |
| Contre-la-montre résultats détaillés | Jack Bobridge Australie      | 40 min 44 s     | Nélson Oliveira Portugal | 41 min 03 s     | Patrick Gretsch Allemagne | 41 min 12 s     |
| Épreuves féminines                   |                              |                 |                          |                 |                           |                 |
| Course en ligne résultats détaillé   | Tatiana Guderzo Italie       | 3 h 33 min 25 s | Marianne Vos Pays-Bas    | 3 h 33 min 44 s | Noemi Cantele Italie      | m.t.            |
| Contre-la-montre résultats détaillés | Kristin Armstrong États-Unis | 35 min 26 s     | Noemi Cantele Italie     | 36 min 21 s     | Linda Villumsen Danemark  | 36 min 24 s     |

## Résultats détaillés

### Épreuves masculines

#### Course en ligne masculine
| \| # \| Coureur \| Pays \| Temps \| \| ------------------ \| ------------------ \| --------- \| --------------- \| \| Médaille d'or \| Cadel Evans \| Australie \| 6 h 56 min 26 s \| \| Médaille d'argent \| Alexandr Kolobnev \| Russie \| 27 s \| \| Médaille de bronze \| Joaquim Rodríguez \| Espagne \| m.t. \| \| 4 \| Samuel Sánchez \| Espagne \| 30 s \| \| 5 \| Fabian Cancellara \| Suisse \| m.t. \| \| 6 \| Philippe Gilbert \| Belgique \| 51 s \| \| 7 \| Matti Breschel \| Danemark \| m.t. \| \| 8 \| Damiano Cunego \| Italie \| m.t. \| \| 9 \| Alejandro Valverde \| Espagne \| m.t. \| \| 10 \| Simon Gerrans \| Australie \| 1 min 47 s \| | L'Australien Cadel Evans remporte en solitaire le titre de Champion du monde. |           |                 |
| # | Coureur                                                                       | Pays      | Temps           |
| Médaille d'or | Cadel Evans                                                                   | Australie | 6 h 56 min 26 s |
| Médaille d'argent | Alexandr Kolobnev                                                             | Russie    | 27 s            |
| Médaille de bronze | Joaquim Rodríguez                                                             | Espagne   | m.t.            |
| 4 | Samuel Sánchez                                                                | Espagne   | 30 s            |
| 5 | Fabian Cancellara                                                             | Suisse    | m.t.            |
| 6 | Philippe Gilbert                                                              | Belgique  | 51 s            |
| 7 | Matti Breschel                                                                | Danemark  | m.t.            |
| 8 | Damiano Cunego                                                                | Italie    | m.t.            |
| 9 | Alejandro Valverde                                                            | Espagne   | m.t.            |
| 10 | Simon Gerrans                                                                 | Australie | 1 min 47 s      |

#### Contre-la-montre masculin
| \| # \| Coureur \| Pays \| Temps \| \| ------------------ \| ---------------------- \| ---------- \| ------------ \| \| Médaille d'or \| Fabian Cancellara \| Suisse \| 57 min 56 s \| \| Médaille d'argent \| Gustav Larsson \| Suède \| à 1 min 27 s \| \| Médaille de bronze \| Tony Martin \| Allemagne \| 2 min 30 s \| \| \| Tom Zirbel[5] \| États-Unis \| 2 min 47 s \| \| 4 \| Marco Pinotti \| Italie \| 3 min 03 s \| \| 5 \| Janez Brajkovič \| Slovénie \| 3 min 08 s \| \| 6 \| Koos Moerenhout \| Pays-Bas \| 3 min 12 s \| \| 7 \| Alexandre Vinokourov \| Kazakhstan \| 3 min 21 s \| \| 8 \| Ignatas Konovalovas \| Lituanie \| 3 min 34 s \| \| 9 \| Bert Grabsch \| Allemagne \| 3 min 37 s \| \| 10 \| Jean-Christophe Péraud \| France \| 3 min 40 s \| | Chaque fédération nationale peut engager 4 coureurs dont 2 partants. Il s'agit de coureurs de 19 ans ou plus. Un coureur participant à cette épreuve ne peut cependant pas prendre part au contre-la-montre individuel des moins de 23 ans. Le champion du monde et les champions continentaux en titre peuvent être alignés en supplément des quotas attribués à leur nation. Il s'agit de Bert Grabsch (Allemand, champion du monde), de Juan Carlos Lopez (Colombien, champion d'Amérique), de Jay Robert Thomson (Sud-Africain, champion d'Afrique) et de Chris Jongewaard (Australien, champion d'Océanie). |            |              |
| # | Coureur | Pays       | Temps        |
| Médaille d'or | Fabian Cancellara | Suisse     | 57 min 56 s  |
| Médaille d'argent | Gustav Larsson | Suède      | à 1 min 27 s |
| Médaille de bronze | Tony Martin | Allemagne  | 2 min 30 s   |
| | Tom Zirbel | États-Unis | 2 min 47 s   |
| 4 | Marco Pinotti | Italie     | 3 min 03 s   |
| 5 | Janez Brajkovič | Slovénie   | 3 min 08 s   |
| 6 | Koos Moerenhout | Pays-Bas   | 3 min 12 s   |
| 7 | Alexandre Vinokourov | Kazakhstan | 3 min 21 s   |
| 8 | Ignatas Konovalovas | Lituanie   | 3 min 34 s   |
| 9 | Bert Grabsch | Allemagne  | 3 min 37 s   |
| 10 | Jean-Christophe Péraud | France     | 3 min 40 s   |

### Épreuve masculines - moins de 23 ans

#### Course en ligne U23

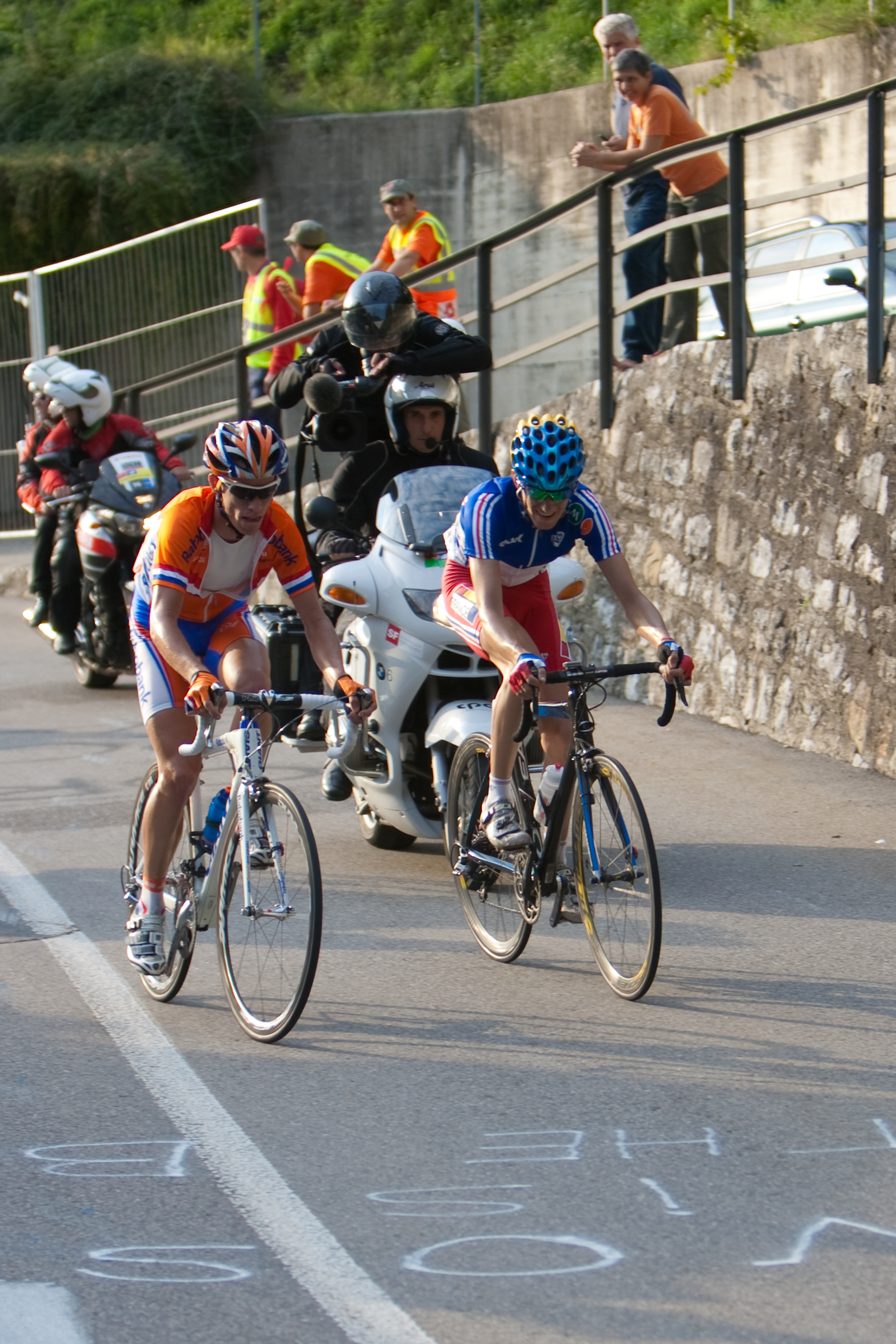
Romain Sicard dans le dernier tour, juste avant sa victoire.

Le système de qualification pour les championnats du monde 2009 a été fixé par une décision du comité directeur de l'Union cycliste internationale des 29 et 30 janvier 2009. Les sélections sont basées sur des classements des nations établis au 15 août et ne prenant en compte que les coureurs de moins de 23 ans (nés en 1987, 1988, 1989 et 1990). L'UCI a publié les effectifs attribués aux nations qualifiées en août.
La première nation au classement de l'UCI Africa Tour peut inscrire 10 coureurs, dont 5 partants ; la deuxième 8 coureurs dont 4 partants, et les troisième et quatrième 6 coureurs dont 3 partants. Il s'agit de l'Afrique du Sud, de l'Érythrée, de la Libye et de l'Égypte.
Les trois premières nations au classement de l'UCI America Tour peuvent inscrire 10 coureurs, dont 5 partants. Il s'agit de la Colombie, des États-Unis et du Venezuela. Les nations classées du 4e au 6e rang peuvent en inscrire 8 dont 4 partants. Il s'agit du Costa Rica, du Canadaet de l'Uruguay. Les nations classées du 7e au 9e rang peuvent en inscrire 6 dont 3 partants. Il s'agit du Brésil, de Cuba et du Mexique.
Les deux premières nations au classement de l'UCI Asia Tour peuvent inscrire 10 coureurs, dont 5 partants. Il s'agit de l'Iran et du Kazakhstan. Les nations classées du 3e au 4e rang peuvent en inscrire 8 dont 4 partants. Il s'agit de la Malaisie et du Japon. Les nations classées du 5e au 6e rang peuvent en inscrire 6 dont 3 partants. Il s'agit de la Mongolie et de la Thaïlande.
Les quinze premières nations au classement de l'UCI Europe Tour peuvent inscrire 10 coureurs, dont 5 partants. Il s'agit de l'Italie, de la Belgique, de l'Allemagne, de la France, de la Russie, des Pays-Bas, du Danemark, de la Slovaquie, de l'Autriche, de la Grande-Bretagne, de la Norvège, de la Slovénie, de la Moldavie, de la Pologne et de l'Espagne. Les nations classées du 16e au 20e rang peuvent en inscrire 8 dont 4 partants. Il s'agit de la Turquie, de la République tchèque, de la Biélorussie, de l'Estonie, de l'Ukraine. Les nations classées du 21e au 26e rang peuvent en inscrire 6 dont 3 partants. Il s'agit du Luxembourg, de la Lituanie, de la Grèce, d'Israël, de la Suède et de la Hongrie.
La première nation au classement de l'UCI Oceania Tour peut inscrire 10 coureurs, dont 5 partants ; la deuxième 6 coureurs dont 3 partants. Il s'agit de l'Australie et de la Nouvelle-Zélande.
Dans la limite de 6 coureurs partants par nation :
- les 5 premières nations du classement final de la Coupe des Nations peuvent aligner un coureur supplémentaire.
- les champions continentaux en titre peuvent être sélectionnés en supplément du quota attribué à leur nation. Il s'agit de Kris Boeckmans (Belge, champion d'Europe), de Juan Pablo Villegas (Colombien, champion d'Amérique), de Thurakit Boonratanathanakorn (Thaïlandais, champion d'Asie), d'Hichem Chaabane (Algérien, champion d'Afrique) et de Daniel Braunsteins (Australien, champion d'Océanie).

Les nations non encore qualifiées et classées au classement final de la Coupe des Nations peuvent inscrire 2 coureurs dont 1 partant. Cette règle qualifie le Portugal, la Lettonie, le Salvador, la Serbie et la Suisse.
Bien qu'ayant qualifié 2 coureurs dont 1 partant, la Suisse a droit à 10 inscrits dont 5 partants en tant qu'hôte des championnats du monde.
| \| # \| Coureur \| Pays \| Temps \| \| ------------------ \| ----------------------- \| ----------- \| --------------- \| \| Médaille d'or \| Romain Sicard \| France \| 4 h 41 min 53 s \| \| Médaille d'argent \| Carlos Betancur \| Colombie \| + 29 s \| \| Médaille de bronze \| Egor Silin \| Russie \| m.t. \| \| 4 \| Peter Kennaugh \| Royaume-Uni \| + 50 s \| \| 5 \| Jérôme Baugnies \| Belgique \| + 55 s \| \| 6 \| Marko Kump \| Slovénie \| m.t. \| \| 7 \| Yevgeniy Nepomnyachshiy \| Kazakhstan \| m.t. \| \| 8 \| Cayetano Sarmiento \| Colombie \| m.t. \| \| 9 \| Matthias Brändle \| Autriche \| + 1 min 01 s \| \| 10 \| Damiano Caruso \| Italie \| + 1 min 34 s \| | Vainqueur du Tour de l'Avenir deux semaines avant le championnat, le Français Romain Sicard remporte le titre de champion du monde espoir de la course en ligne, au terme d'une course bien maîtrisée par l'équipe de France. S'échappant à plus d'un tour de l'arrivée en compagnie du Néerlandais Michel Kreder, il lâche celui-ci au train, dans l'avant-dernière difficulté, et maintient son avance pour finir en solitaire. Le Colombien Carlos Betancur prend la médaille d'argent, le Russe Egor Silin le bronze. |             |                 |
| # | Coureur | Pays        | Temps           |
| Médaille d'or | Romain Sicard | France      | 4 h 41 min 53 s |
| Médaille d'argent | Carlos Betancur | Colombie    | + 29 s          |
| Médaille de bronze | Egor Silin | Russie      | m.t.            |
| 4 | Peter Kennaugh | Royaume-Uni | + 50 s          |
| 5 | Jérôme Baugnies | Belgique    | + 55 s          |
| 6 | Marko Kump | Slovénie    | m.t.            |
| 7 | Yevgeniy Nepomnyachshiy | Kazakhstan  | m.t.            |
| 8 | Cayetano Sarmiento | Colombie    | m.t.            |
| 9 | Matthias Brändle | Autriche    | + 1 min 01 s    |
| 10 | Damiano Caruso | Italie      | + 1 min 34 s    |

#### Contre-la-montre U23

##### Sélection des participants
Chaque fédération nationale peut engager 4 coureurs dont 2 partants. Un coureur participant à l'épreuve contre-la-montre individuel élites ne peut cependant pas prendre part à cette épreuve. Les champions continentaux sortants peuvent être alignés en supplément des quotas attribués à leur nation. Il s'agit de Marcel Kittel (Allemand, champion d'Europe), de Gregory Brenes (costaricien, champion d'Amérique), de Daniel Teklehaymanot (Érythréen, champion d'Afrique) et de Jack Anderson (Australien, champion d'Océanie).
| \| # \| Coureur \| Pays \| Temps \| \| ------------------ \| ----------------------- \| ----------- \| ----------- \| \| Médaille d'or \| Jack Bobridge \| Australie \| 40 min 44 s \| \| Médaille d'argent \| Nélson Oliveira \| Portugal \| à 19 s \| \| Médaille de bronze \| Patrick Gretsch \| Allemagne \| 28 s \| \| 4 \| Marcel Kittel \| Allemagne \| 34 s \| \| 5 \| Adriano Malori \| Italie \| 36 s \| \| 6 \| Alfredo Balloni \| Italie \| 39 s \| \| 7 \| Alex Dowsett \| Royaume-Uni \| 44 s \| \| 8 \| Blaž Jarc \| Slovénie \| 59 s \| \| 9 \| Rasmus Christian Quaade \| Danemark \| 1 min 06 s \| \| 10 \| David Veilleux \| Canada \| 1 min 12 s \| | 65 coureurs ont participé au contre-la-montre. Le champion d'Australie espoirs Jack Bobridge s'est imposé en 40 minutes et 44 secondes. Il devance le champion du Portugal de la catégorie Nélson Oliveira de 19 secondes, et Patrick Gretsch de 28 secondes. Le champion d'Europe Marcel Kittel est quatrième et le champion du monde sortant Adriano Malori est cinquième. |             |             |
| # | Coureur | Pays        | Temps       |
| Médaille d'or | Jack Bobridge | Australie   | 40 min 44 s |
| Médaille d'argent | Nélson Oliveira | Portugal    | à 19 s      |
| Médaille de bronze | Patrick Gretsch | Allemagne   | 28 s        |
| 4 | Marcel Kittel | Allemagne   | 34 s        |
| 5 | Adriano Malori | Italie      | 36 s        |
| 6 | Alfredo Balloni | Italie      | 39 s        |
| 7 | Alex Dowsett | Royaume-Uni | 44 s        |
| 8 | Blaž Jarc | Slovénie    | 59 s        |
| 9 | Rasmus Christian Quaade | Danemark    | 1 min 06 s  |
| 10 | David Veilleux | Canada      | 1 min 12 s  |

### Épreuves féminines

#### Course en ligne féminine

##### Système de sélection
Chaque fédération nationale peut engager 12 coureuses dont 6 partantes. Les championnes continentales en titre peuvent être alignées en supplément du quota attribué à leur nation. Il s'agit de Chantal Blaak (Néerlandaise, championne d'Europe), de Joëlle Numainville (Canadienne, champion d'Amérique), de Kerong Tang (Chinoise, championne d'Asie), de Cashandra Slingerland (Sud-Africaine, championne d'Afrique) et d'Alexis Rhodes (Australienne, championne d'Océanie).

##### Récit
Un groupe composé de l'Américaine Kristin Armstrong, la Néerlandaise Marianne Vos et les Italiennes Noemi Cantele et Tatiana Guderzo. Ces dernières attaquent à tour de rôle dans le final. À cinq kilomètres de l'arrivée Tatiana Guderzo réussit à trouver la brèche et s'impose seule. Marianne Vos remporte le sprint du reste du groupe.

##### Classement
| #                  | Coureur            | Pays             | Temps           |
| ------------------ | ------------------ | ---------------- | --------------- |
| Médaille d'or      | Tatiana Guderzo    | Italie           | 3 h 33 min 25 s |
| Médaille d'argent  | Marianne Vos       | Pays-Bas         | + 19 s          |
| Médaille de bronze | Noemi Cantele      | Italie           | m.t.            |
| 4                  | Kristin Armstrong  | États-Unis       | m.t.            |
| 5                  | Diana Žiliūtė      | Lituanie         | + 1 min 07 s    |
| 6                  | Judith Arndt       | Allemagne        | m.t.            |
| 7                  | Erinne Willock     | Canada           | m.t.            |
| 8                  | Nicole Brändli     | Suisse           | m.t.            |
| 9                  | Grace Verbeke      | Belgique         | m.t.            |
| 10                 | Catherine Cheatley | Nouvelle-Zélande | m.t.            |

#### Contre-la-montre féminin
| \| # \| Coureur \| Pays \| Temps \| \| ------------------ \| ---------------------- \| ---------- \| ----------- \| \| Médaille d'or \| Kristin Armstrong \| États-Unis \| 35 min 26 s \| \| Médaille d'argent \| Noemi Cantele \| Italie \| à 55 s \| \| Médaille de bronze \| Linda Villumsen \| Danemark \| 58 s \| \| 4 \| Judith Arndt \| Allemagne \| 1 min 24 s \| \| 5 \| Christiane Soeder \| Autriche \| 1 min 28 s \| \| 6 \| Amber Neben \| États-Unis \| 1 min 30 s \| \| 7 \| Tatiana Antoshina \| Russie \| 1 min 32 s \| \| 8 \| Tara Whitten \| Canada \| 1 min 34 s \| \| 9 \| Karin Thürig \| Suisse \| 1 min 38 s \| \| 10 \| Jeannie Longo-Ciprelli \| France \| 1 min 48 s \| | Chaque fédération nationale peut engager 4 coureuses dont 2 partantes. La championne du monde et les championnes continentales sortantes peuvent être alignées en supplément du quota attribué à leur nation. Il s'agit d'Amber Neben (Américaine, championne du monde), d'Ellen van Dijk (Néerlandaise, championne d'Europe), de Giuseppina Grassi (Mexicaine, championne d'Amérique), Cashandra Slingerland (Sud-Africaine, championne d'Afrique) et de Bridie O'Donnell (Australienne, championne d'Océanie). |            |             |
| # | Coureur | Pays       | Temps       |
| Médaille d'or | Kristin Armstrong | États-Unis | 35 min 26 s |
| Médaille d'argent | Noemi Cantele | Italie     | à 55 s      |
| Médaille de bronze | Linda Villumsen | Danemark   | 58 s        |
| 4 | Judith Arndt | Allemagne  | 1 min 24 s  |
| 5 | Christiane Soeder | Autriche   | 1 min 28 s  |
| 6 | Amber Neben | États-Unis | 1 min 30 s  |
| 7 | Tatiana Antoshina | Russie     | 1 min 32 s  |
| 8 | Tara Whitten | Canada     | 1 min 34 s  |
| 9 | Karin Thürig | Suisse     | 1 min 38 s  |
| 10 | Jeannie Longo-Ciprelli | France     | 1 min 48 s  |

## Tableau des médailles
| Rang  | Nation     | Or | Argent | Bronze | Total |
| ----- | ---------- | -- | ------ | ------ | ----- |
| 1     | Australie  | 2  | 0      | 0      | 2     |
| 2     | Italie     | 1  | 1      | 1      | 3     |
| 3     | France     | 1  | 0      | 0      | 1     |
| 3     | Suisse     | 1  | 0      | 0      | 1     |
| 3     | États-Unis | 1  | 0      | 0      | 1     |
| 6     | Russie     | 0  | 1      | 1      | 2     |
| 7     | Colombie   | 0  | 1      | 0      | 1     |
| 7     | Pays-Bas   | 0  | 1      | 0      | 1     |
| 7     | Portugal   | 0  | 1      | 0      | 1     |
| 7     | Suède      | 0  | 1      | 0      | 1     |
| 11    | Allemagne  | 0  | 0      | 2      | 2     |
| 12    | Danemark   | 0  | 0      | 1      | 1     |
| 12    | Espagne    | 0  | 0      | 1      | 1     |
| TOTAL | TOTAL      | 6  | 6      | 6      | 18    |